# Eystein al II-lea al Norvegiei
Eystein Haraldsson (n. 1125, Scoția, Regatul Unit – d. 21 august 1157, Bohuslän, Comitatul Västra Götaland, Suedia) a fost regele Norvegiei din 1142 până în 1157. El a guvernat împreună cu frații săi, Inge I al Norvegiei și Sigurd al II-lea al Norvegiei. A fost ucis într-o bătălie împotriva fratelui său Inge, în perioada timpurie a Războiului Civil din Norvegia.
Eystein s-a născut în Scoția, fiind fiul lui Harald Gille și a unei femei numită Bjaðök. Atunci când Harald a fost în Norvegia în 1127 pentru cererea sa ca moștenitor regal, Eystein nu l-a însoțit. Cu toate acestea, Harald a lăsat să se știe că avea un fiu în Scoția înainte de a veni în Norvegia.
Eystein apare pentru prima dată în legende în 1142, când mai mulți bărbați norvegieni călătoreau spre vest, aducând-l și pe el din Scoția în Norvegia. Mama lui l-a însoțit, iar când au ajuns acolo, el a fost recunoscut ca rege și a primit o parte din regat pentru a guverna împreună cu frații săi. Se pare că împărțirea regatului nu era teritorială, toți frații deținânt statutul regal în toate părțile țării.
Potrivit legendelor, relațiile dintre frați au fost pașnice atâta timp cât tutorii lor se aflau în viață. Odată cu creșterea lor, tensiunile dintre frați au început să apară. În 1155, o întâlnire între cei doi frați la Bergen a dus la o luptă între oamenii lui Inge și cei ai lui Sigurd, unde Sigurd a fost ucis. Regele Eystein întârziase la întâlnire iar când a aflat că fratele său a fost ucis, acesta s-a apropiat doar de oraș. A fost găsită o soluționare între Inge și Eystein iar motivele de luptă din Bergen ar fi fost faptul că Sigurd și Eystein ar fi încercat să-l detroneze pe Inge. Pacea dintre Inge și Eystein nu a ținut mult după evenimentele din 1155. În 1157, ambele părți și-au adunat forțele pentru o confruntare. Forțele lui Inge le depășeau numeric pe cele ale lui Eystein, iar când aceștia s-au întâlnit pe coasta de vest lângă Moster, forțele lui Eystein au fost distruse. Abandonat de oamenii săi, Eystein a reușit să fugă, însă a fost prins și ucis în Bohuslän mai târziu, în același an. Nu se știe dacă regele Inge a ordonat uciderea lui. Trupul lui Eystein a fost înmormântat în biserica Foss în Tunge Hundred.